# فيدور توكاريف
فيدور فاسيليفيتش توكاريف مصمم أسلحة روسي من مواليد 1871، موسكو، روسيا القيصرية.

## حياته
اشتغلَ بالحدادة عندما كان صبياً (1882 - 1884)، ثم التحق بورشة رسمية للحدادة وكان أستاذه هو من صمم بندقية كاريبر عيار (60 إنج × 15.25 مم) موديل 1860، في 1888 التحق بالمدرسة الحربية، وتخرج منها كضابط صف عام 1892. دخل المدرسة التقنية العسكرية عام 1896، تخرج منها ضابطاً عام 1900، وفي عام 1907 إنضم إلى مدرسة سلاح الضباط، في 1910 قدم مشروعه حول تعديل بندقية الترباس موسن ناغان إلى بندقية نصف آلية، في عام 1930 صمم سلاحه المعروف بإسمه توكاريف (TT - 30)، الذي عدله إلى (TT - 33)عام 1935. في 1938 صمم بندقيته نصف الآلية توكاريفا (SVT - 38)، والتي عدلها إلى (SVT - 40)، طورها إلى طراز (AVT - 40) في 1941. شارك عام 1945 في اختبارات الأسلحة والتي أدخلت سلاح ماكاروف إلى الخدمة. عام 1960 كتب مقالاً عن رشاشة كلاشينكوف (Avtomat Kalashnikov) أو كما تسمى اختصاراً (AK - 47). توفي عام 1968، ودُفِنَ حسب رغبته في مقبر تولا في موسكو.

## مناصب شغلها
- مساعد مدير التفتيش والتصنيع في المصنع الإمبراطوري للأسلحة الصغيرة (1914 - 1917).
- المدير الفني للمصنع الإمبراطوري عام 1917.
- مهندس أول لمصنع الأسلحة الصغيرة الإمبراطوري عام 1919.
- نائب رئيس مجلس السوفيت الأعلى عام 1940.

## جوائز
- كوفئَ بدرجة الدكتوراه في العلوم التقنية عام 1941.
- مُنِحَ لقب بطل العمل الاشتراكي عام 1941، وهي أعلى جائزة في الاتحاد السوفيتي.

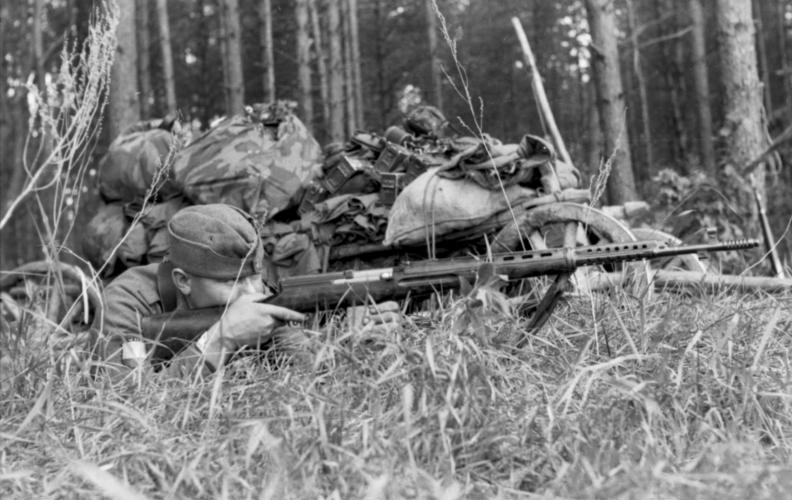
جندي سوفيتي يستخدم بندقية SVT - 40 في الحرب العالمية الثانية